# Kristallvertikalaccent

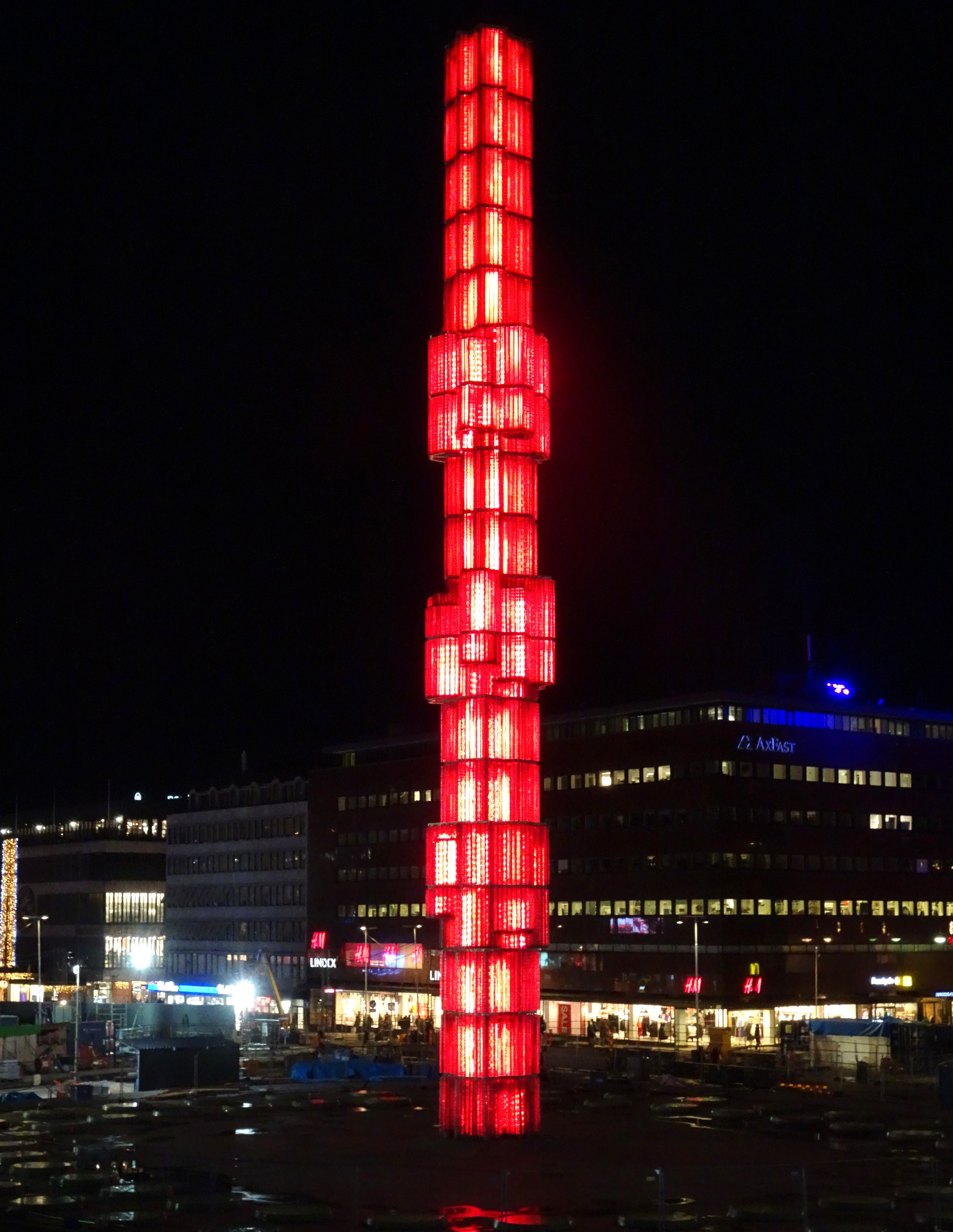
Kristallvertikalaccent efter renoveringen och med röd julbelysning, december 2017.

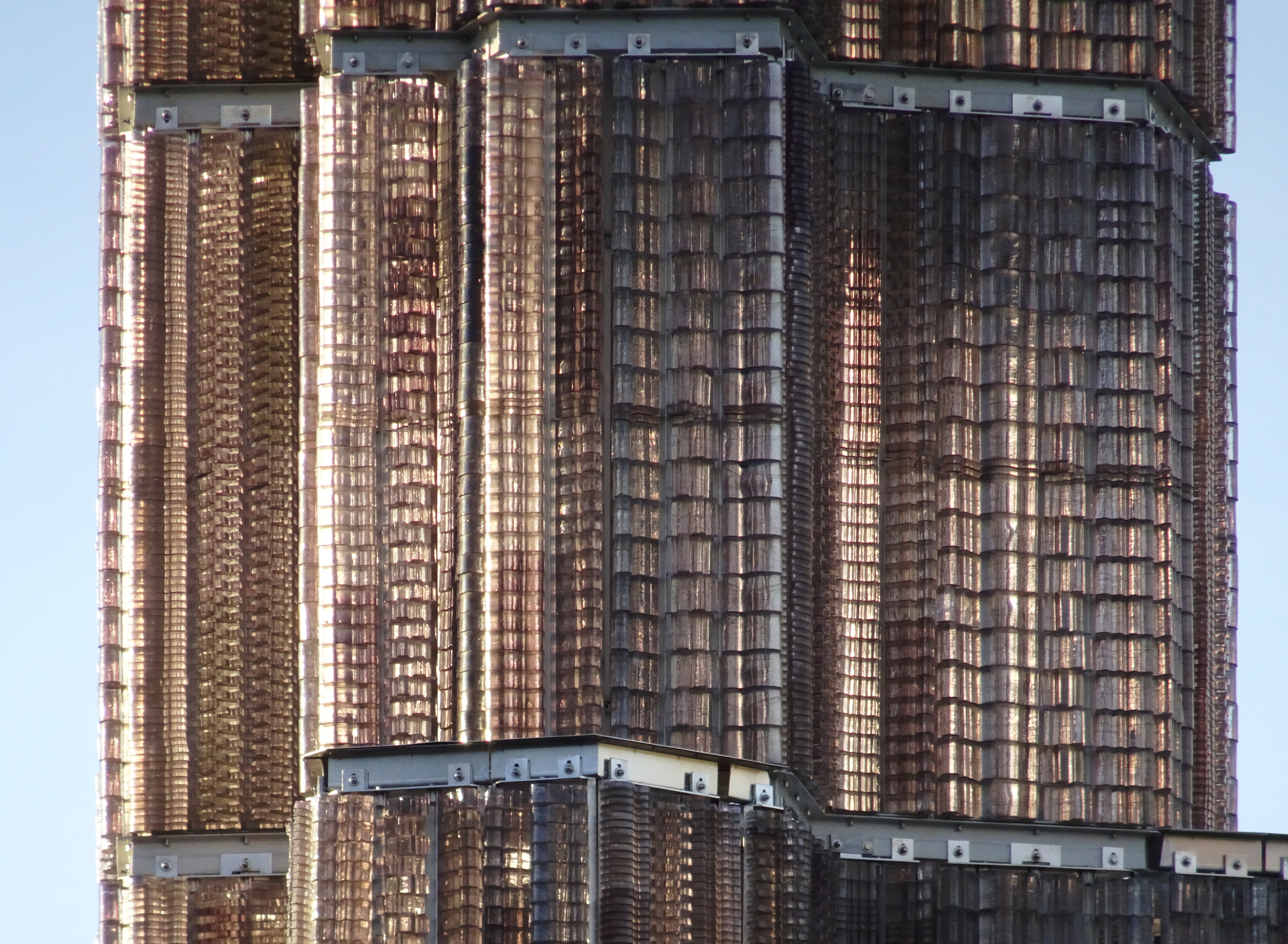
Detalj efter renovering, november 2017.

Kristallvertikalaccent, officiellt "Kristall, vertikal accent i glas och stål", är Edvin Öhrströms 37,5 meter höga glaspelare vid Sergels torg i Stockholm.

## Historik
Edvin Öhrström vann tävlingen om utsmyckning av Sergelfontänen, som var färdig redan 1967, med en 37,5 meter hög stålkonstruktion med 60 000 glasprismor och upplyst inifrån. Juryns motivering var att "dess proportionering till platsen är övertygande och den utgör en accentuerad axel för hela cityområdet." Det 130 ton tunga konstverket är tillverkat av en stålstomme beklädd med arkitekturglas från Lindshammars glasbruk och invigdes på vårvintern 1974[källa behövs]. På Lindshammars glasbruk arbetade tre personer heltid i cirka tre år med glaset till obelisken; den sista av dem avled sommaren 2022.
Tiden före färdigställandet av konstverket hade Edvin Öhrström byggt upp en sex meter hög modell av obelisken på sin tomt i Saltsjöbaden. Först hade han tänkt sig att limma samman glaspartierna men den metoden var opålitlig och visade sig göra det klara glaset suddigt.
Genom fontänens ljuskupoler kan konstverket betraktas även från Sergels torgs undre våningsplan.
| ”                       | Jag har alltid arbetat med glasets inneboende kraft. Glas är på sitt sätt så elegant. Jag vill få bort elegansen, jag vill ta fram glasets naturliga kraft! | „ |
| – Edvin Öhrström, 1986, | |   |

### Namnet
Aftonbladet utlyste en namntävling i oktober 1974 där bidraget "Riksglaset" utsågs som vinnare. Stockholms stad gick dock inte efter tävlingsresultatet utan obelisken fick istället namnet "Kristallvertikalaccent".

## Belysning
Enligt Edvin Öhrströms ursprungliga intentioner skulle obelisken belysas inifrån. En sådan belysning installerades först 1993. Ljuskällan var fyra, inuti konstverket monterade strålkastare med metallhalogenlampor på vardera 1 800 watt och med en färgtemperatur på 5600 kelvin.
En ny LED-baserad belysning installerades i samband med renoveringen 2015-2017, där ljusets färg kan varieras.

## Renovering
Den 13 april 2015 tog trafiknämnden beslut om att glasobelisken skulle renoveras. Rostskyddet på den stålkonstruktion som bär upp konstverket måste förnyas och samtliga glasprismor skulle tvättas. För det behövde både obeliskens belysning och dess 60 000 prismor demonteras. Prismorna togs dock inte ned ett och ett, utan i form av cirka 600 stålkassetter som de är staplade i. 
Obelisken återinvigdes den 19 oktober 2017.

## Galleri

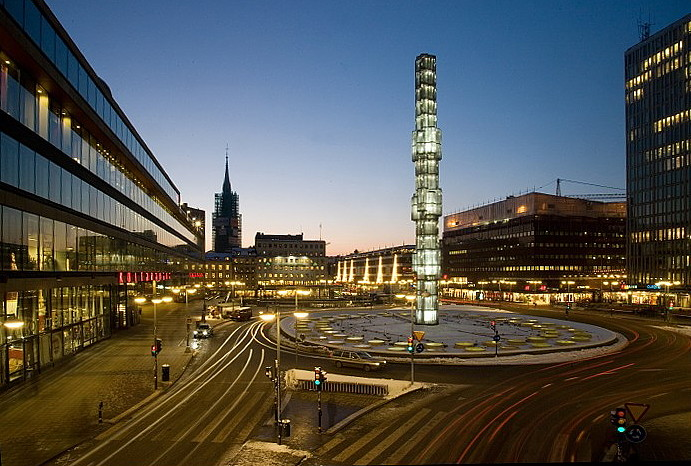
Kvällstid 2006
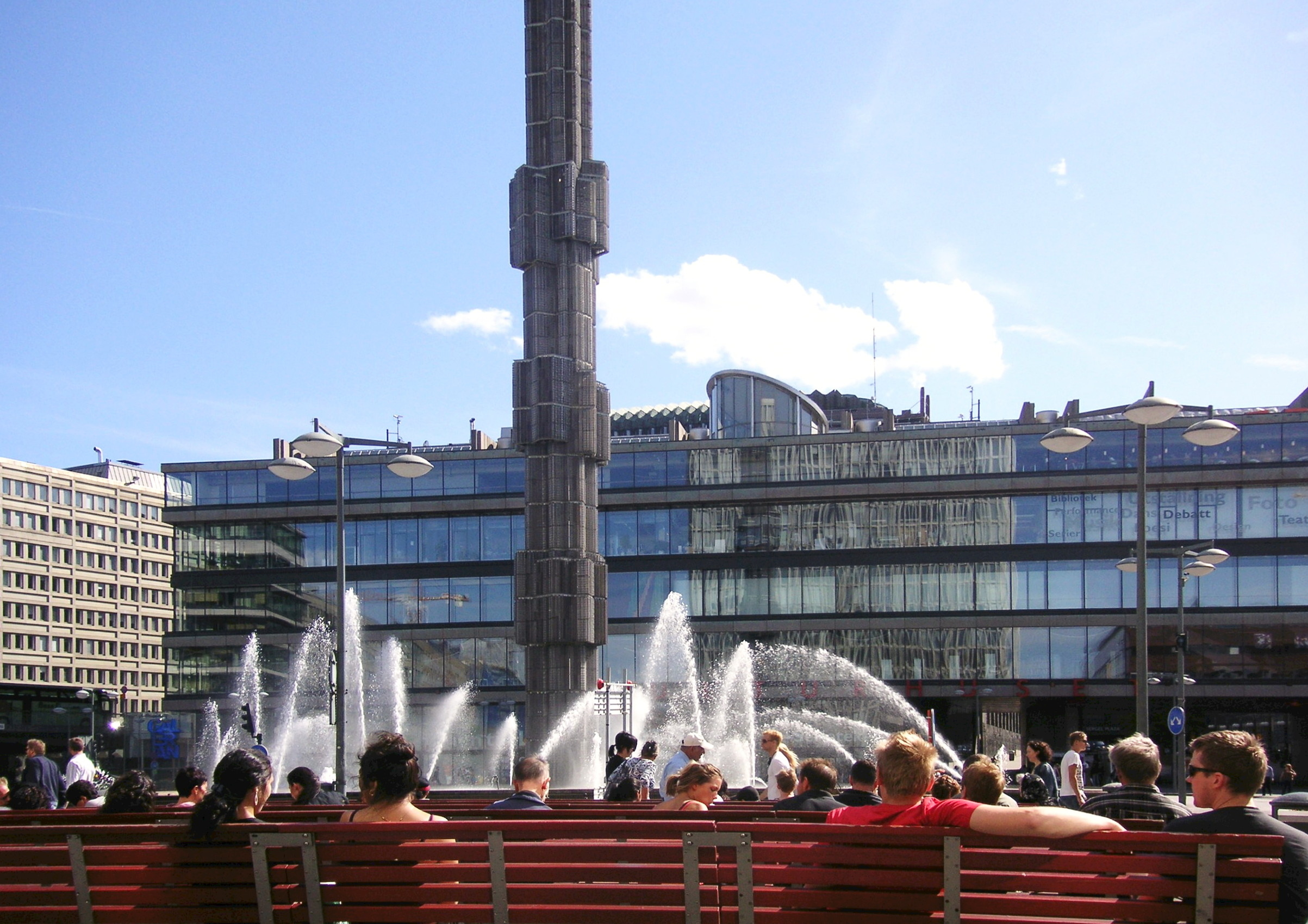
Augusti 2007
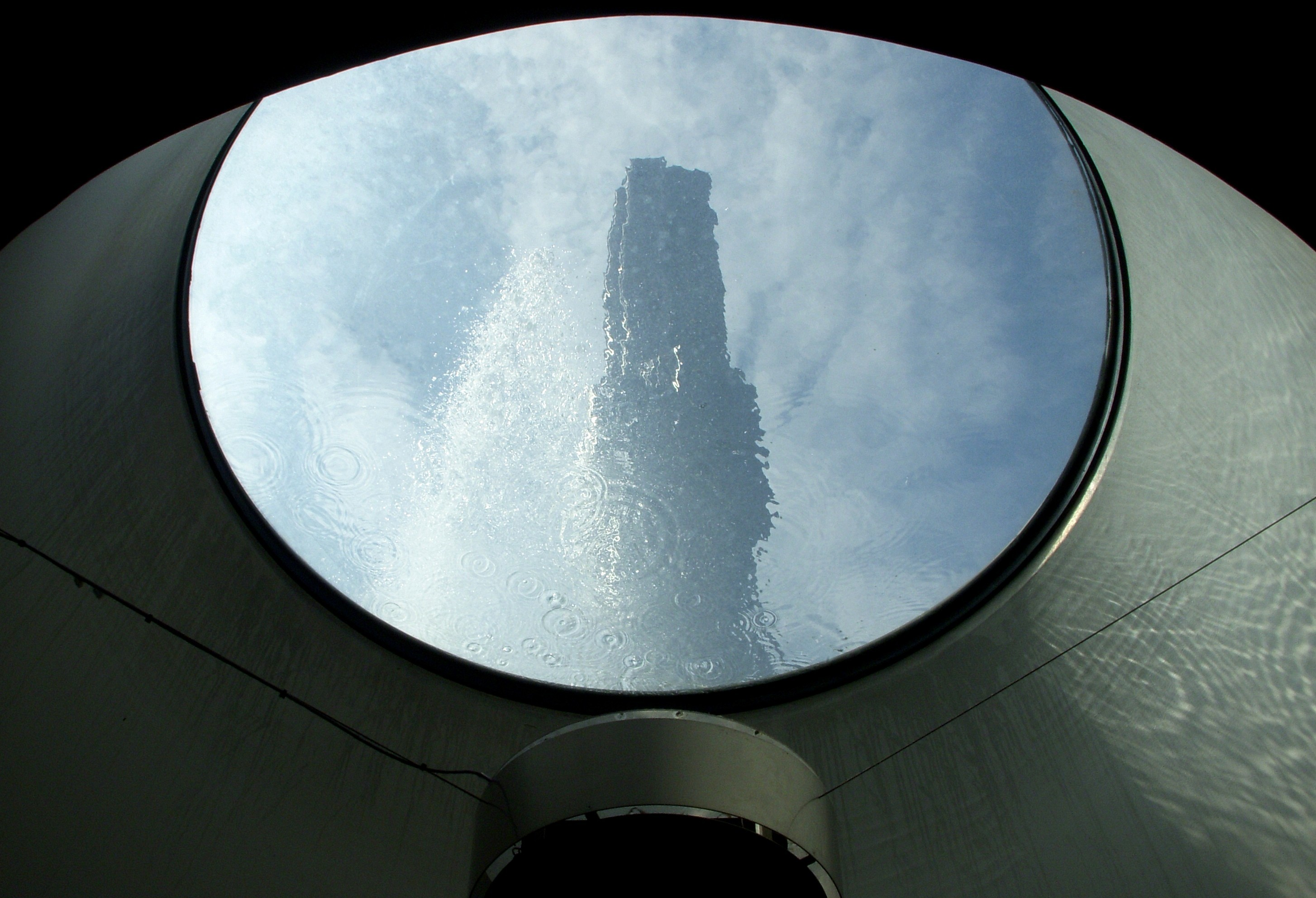
Underifrån genom fontänbassängen 2009
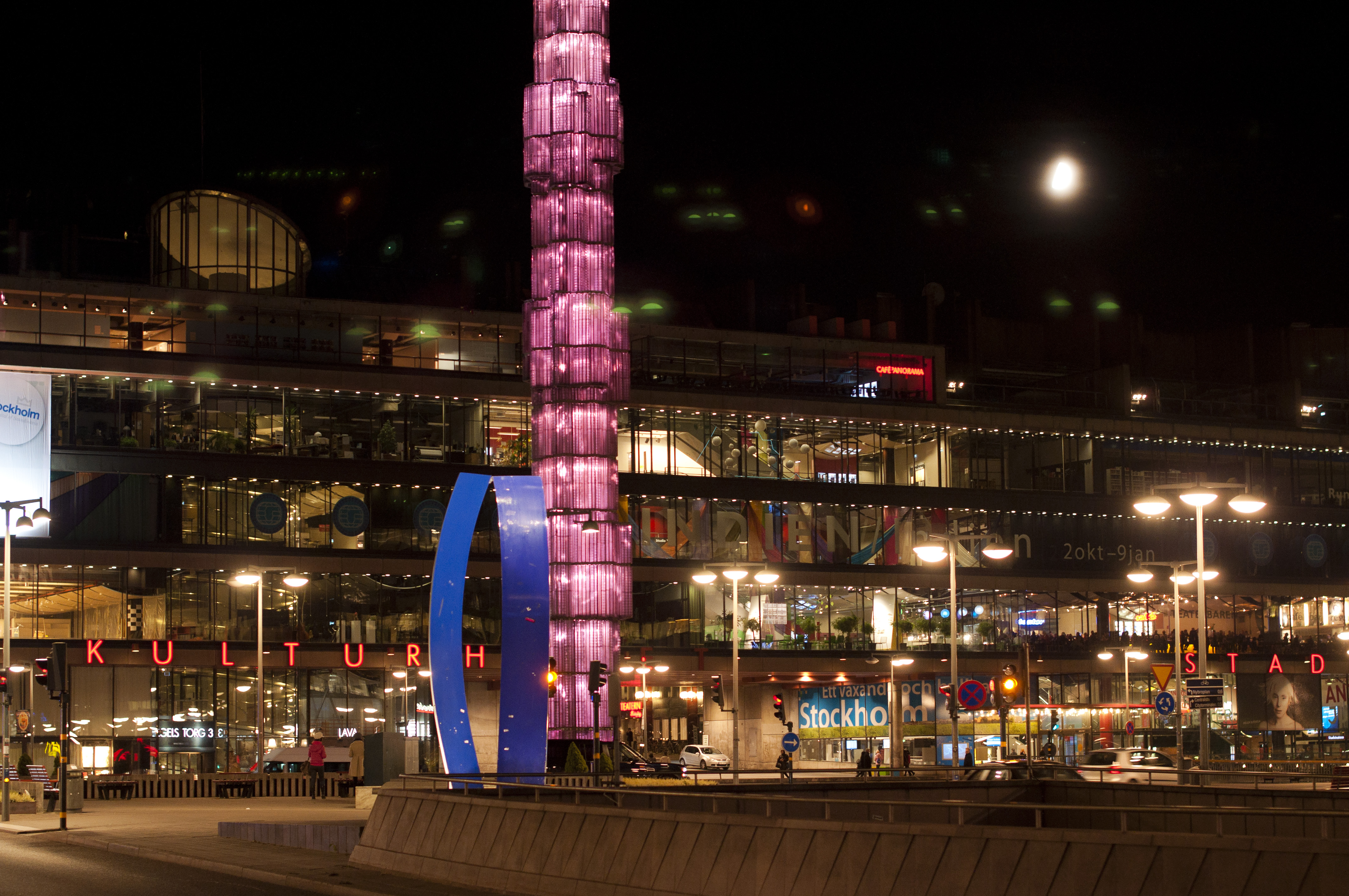
Kvällstid 2010
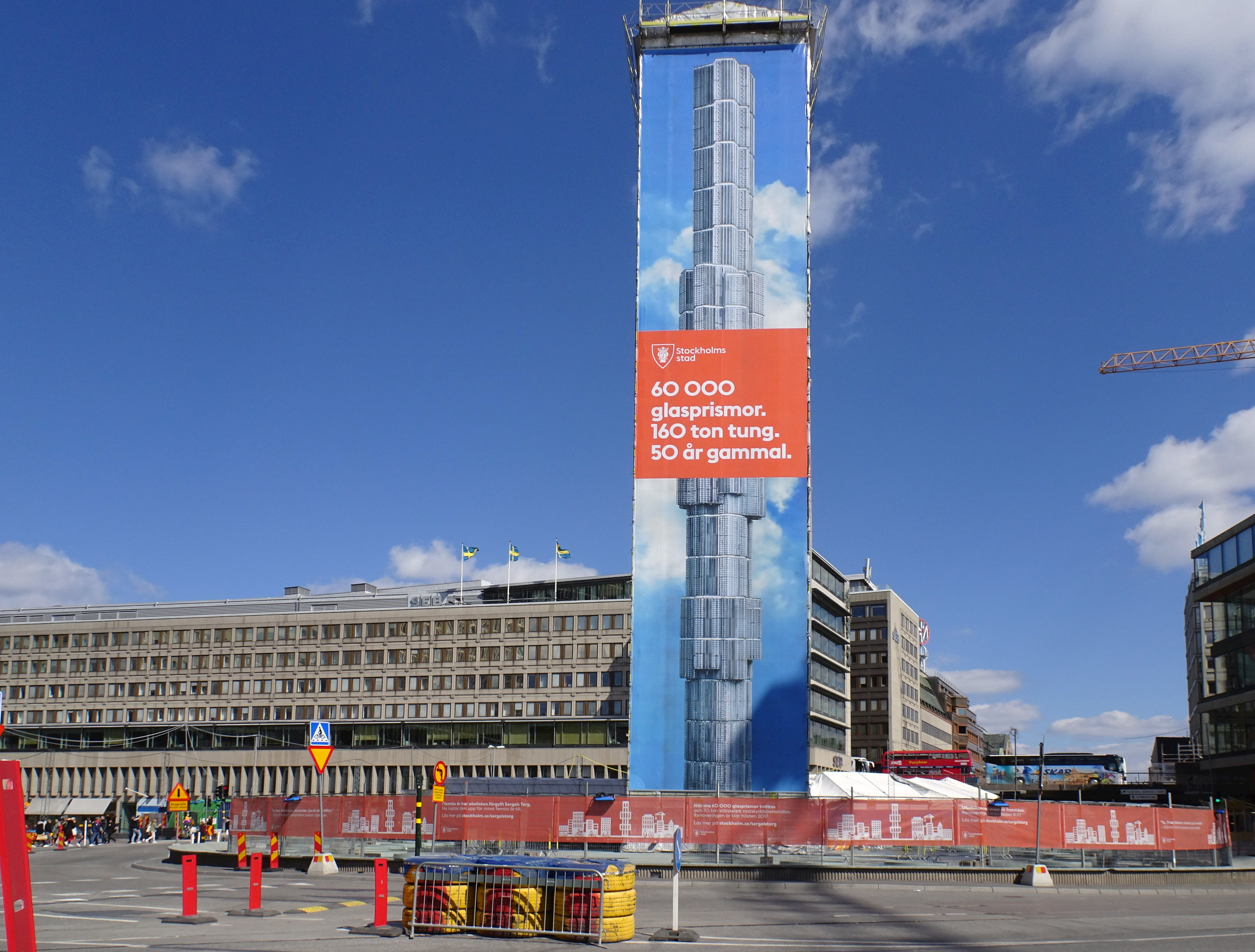
Renoveringen april 2017
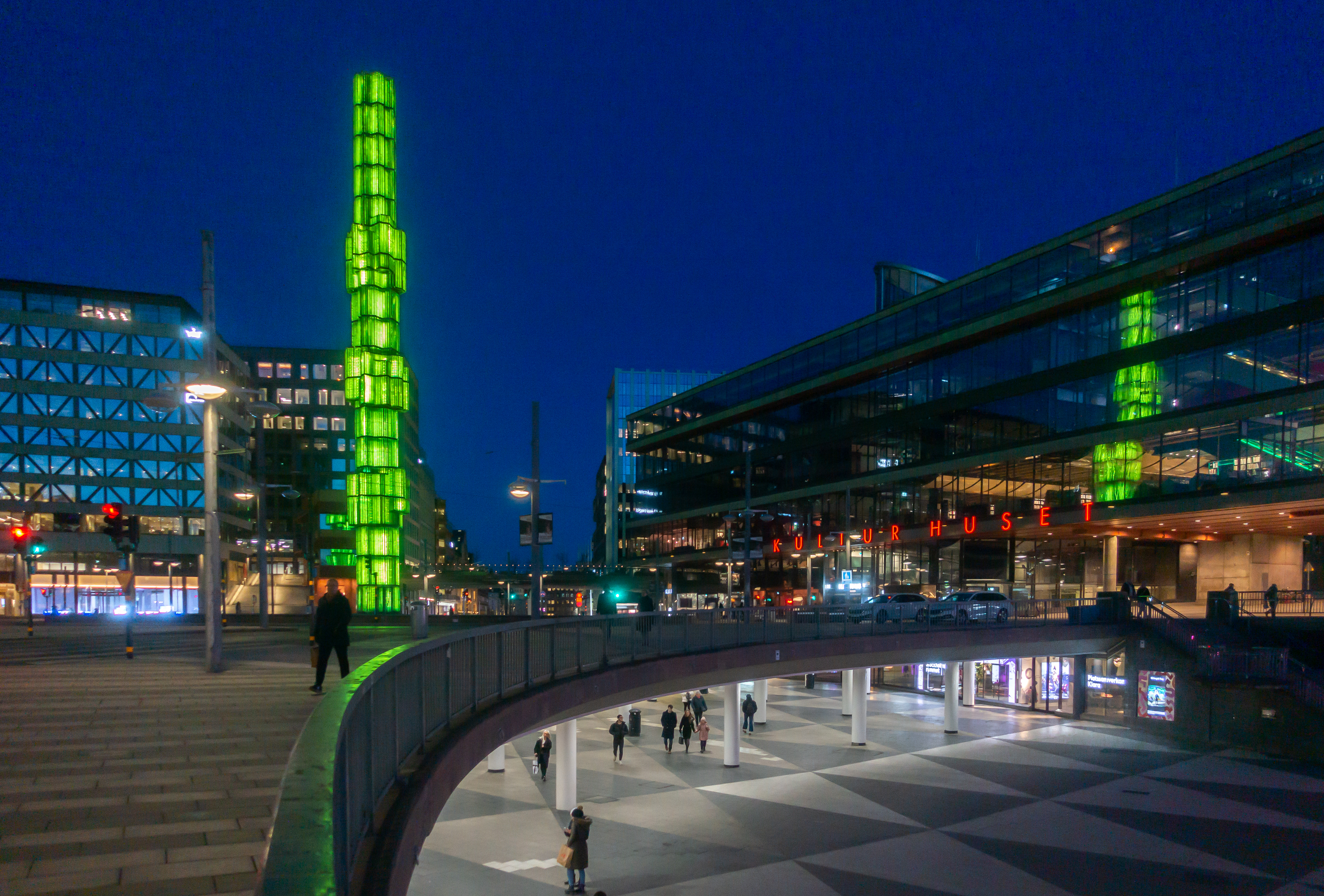
Kvällstid 2021